# David Zimmerhofer
David Zimmerhofer (* 30. August 1995 in Bozen) ist ein italienischer Fußballspieler.

## Karriere
Zimmerhofer begann seine Karriere beim FC Südtirol. Im Sommer 2013 wurde er für ein halbes Jahr an den AC Sambonifacese verliehen. Im Sommer 2014 wechselte er nach Österreich zum Regionalligisten WSG Wattens. In seiner ersten Saison für die Wattener kam er nur auf fünf Einsätze in der Regionalliga. 2015/16 wurde er schließlich Stammspieler und kam auf 25 Spiele. In jener Saison wurde er mit Wattens Meister der Regionalliga West und stieg somit in den Profifußball auf.
Sein Debüt in der zweiten Liga gab Zimmerhofer am ersten Spieltag der Saison 2016/17 gegen den FC Blau-Weiß Linz.
Im Jänner 2018 wurde sein Vertrag bei Wattens aufgelöst. Daraufhin kehrte er im selben Monat nach Italien zurück, wo er sich dem fünftklassigen SSV Ahrntal anschloss.